# Årsmöte

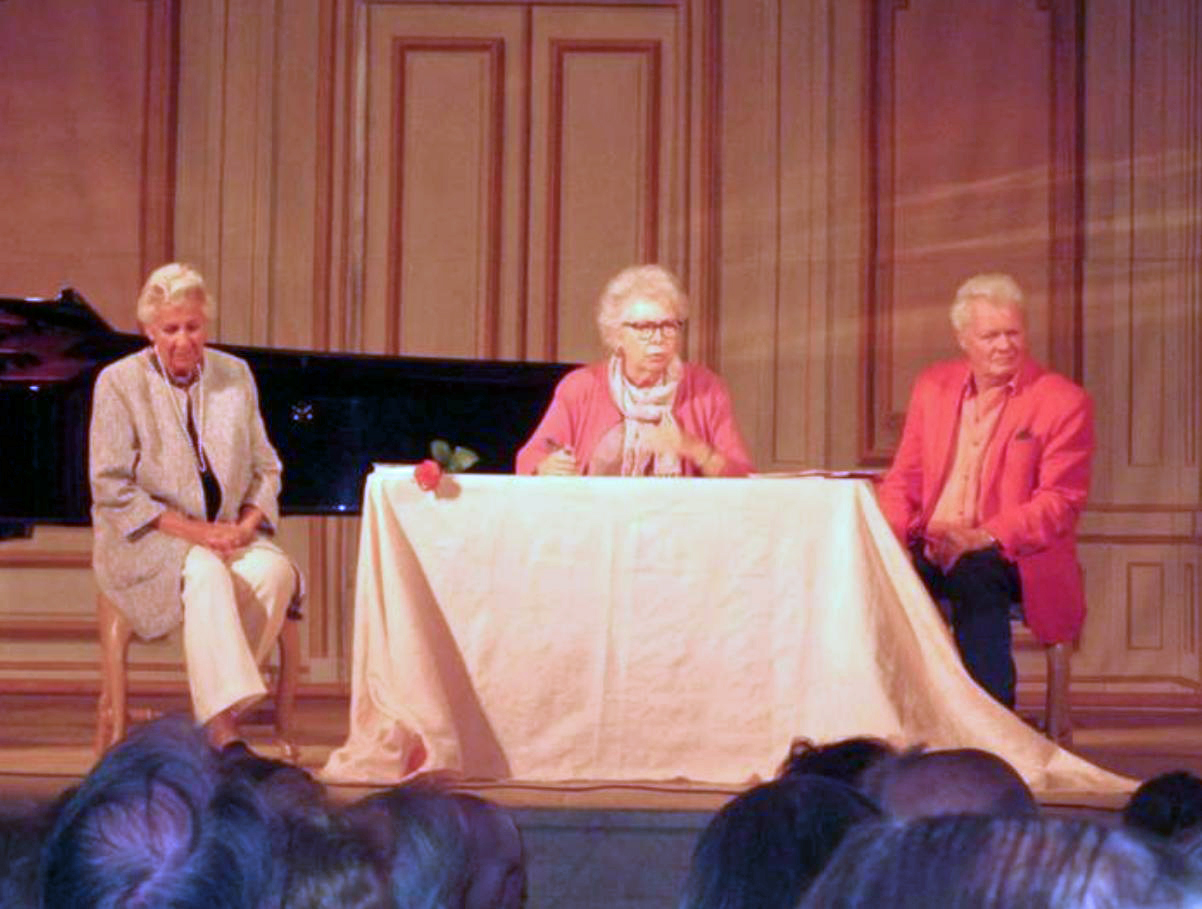
Prinsessan Christina, fru Magnuson (mitten) håller som styrelseordförande årsmöte i Ulriksdals slottsteaters vänförening 2016, tillsammans med Kjerstin Dellert och Nils-Åke Häggbom.

Årsmöte, sammanträde som hålls en gång per verksamhetsår. Ett årsmöte brukar innehålla val av styrelse och godkännande av budget och verksamhetsplan.
Ett årsmöte kan också fungera som dechargemöte. I så fall brukar man ha en skriftlig verksamhetsberättelse för året samt styrelsen beviljas ansvarsfrihet. Årsmötet ska utlysas en viss tid i förväg (enligt vad som står i stadgan).
Årsstämma är ett årligt möte för medlemmar i ett parti eller förening eller för aktieägare i ett aktiebolag.
Medlemmarna i organisationen kallas till årsstämma en gång varje år för att diskutera och bestämma det som är viktigt. Årsstämman brukar godkänna föregående års bokslut och budgeten för kommande år. På en årsstämma väljs även en styrelse som ska leda organisationen och en valberedning som ska ta fram lämpliga kandidater till styrelsen och en del övriga poster i organisationen. Deras arbete börjar direkt efter årsstämman och avslutas på nästa årsstämma då kandidaterna presenteras för val. Till årsstämman kan medlemmar skriva motioner. Styrelsen kan också skriva förslag men då kallas det för proposition. Alla motioner och propositioner som kommer in till årsstämman måste behandlas på stämman.
För ett aktiebolag benämndes årsstämman bolagsstämma fram till 2005. Ännu benämns en extrainsatt stämma för bolagsstämma medan den ordinarie stämman benämns årsstämma.
För ekonomiska föreningar, inkl. bostadsrättsföreningar, är benämningen föreningsstämma. Ordinarie föreningsstämma hålls en gång om året, medan de i övrigt kan hålla stämmor som benämns extra föreningsstämma.. I ideella föreningar heter det ofta årsmöte och extra årsmöte.. För politiska partier förekommer beteckningar som partistämma och partikongress.
Föreningsstämma eller årsmöte är ett sätt för medlemmar att utöva inflytande i föreningar. Det kan röra sig om ekonomiska föreningar, bostadsrättsföreningar, vägföreningar, samfällighetsföreningar o.d.
På en ordinarie föreningsstämma hanteras årets bokslut. Ordinarie stämma genomförs en gång om året, vanligen några månader efter räkenskapsårets slut. Det är vanligt att även välja nya styrelseledamöter. På en extra föreningsstämma kan andra frågor avgöras som inte kan vänta till nästa ordinarie stämma.
Ordinarie bolagsstämma kallades motsvarigheten till ordinarie föreningsstämma för aktiebolag o.d. Numera är benämningen för aktiebolag bytt till årsstämma.